# Vehículo Protegido Resistente a las Minas y las Emboscadas
El Vehículo Protegido Resistente a las Minas y las Emboscadas (VPRME) también conocido (en inglés estadounidense como: Mine-Resistant Ambush Protected, MRAP) es un vehículo blindado de combate de las Fuerzas Armadas de los Estados Unidos, específicamente diseñado para neutralizar los ataques con artefactos explosivos improvisados (AEI) y hacer frente a las emboscadas enemigas. El programa MRAP del Departamento de Defensa de los Estados Unidos, comenzó en 2007 en respuesta a la creciente amenaza de los AEI durante la Guerra de Irak.
Desde 2007 y hasta 2012, el programa desplegó más de 12.000 vehículos MRAP en Irak y en la Guerra de Afganistán. Los vehículos MRAP se utilizaron por el Ejército de los Estados Unidos y por ejércitos de otros países. La producción de vehículos MRAP terminó oficialmente en 2012.
Más tarde se comenzó a producir el MRAP vehículo todoterreno (ATV-M). En 2015, la compañía de Oshkosh Corporation ganó el contrato para construir un nuevo automóvil blindado militar más ligero, capaz de resistir a las minas antivehículo y sustituir a los vehículos de combate Humvee.

## Links
- MRAP Technical Manuals

- Datos: Q1468807
- Multimedia: Mine resistant ambush protected vehicles / Q1468807